# Francis Rogallo
Francis Melvin Rogallo (Sanger, 27 gennaio 1912 – Southern Shores, 1º settembre 2009) è stato un ingegnere e inventore statunitense.
Fu inventore del profilo alare denominato "ala di Rogallo", o "ala flessibile", il precursore del moderni hang-glider e paraglider. I suoi brevetti spaziano dalle utilità di tipo meccanico e ornamentale, ai sistemi di controllo di volo, ai profili alari, agli aquiloni-bersaglio, alle ali flessibili, e alle configurazioni avanzate per veicoli ad ala flessibile. 

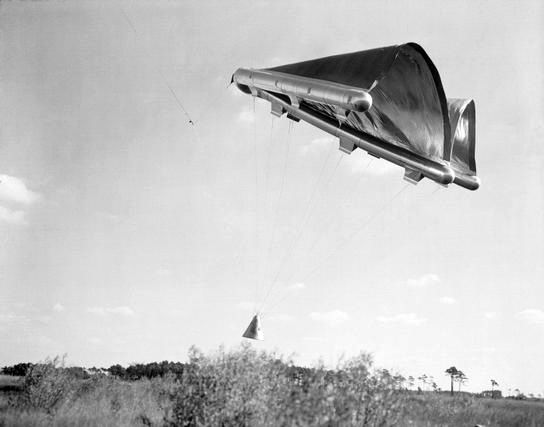
L’ala flessibile autogonfiante Parawing di Rogallo

## Biografia
Francis Rogallo conseguì una laurea in ingegneria aeronautica alla Stanford University nel 1935. Dal 1936, Rogallo lavorò per National Advisory Committee for Aeronautics-NACA come project engineer alla galleria del vento. Durante il 1948, assieme alla moglie Gertrude Sudgen Rogallo (1914-2008), inventò e brevetto un aquilone flessibile autogonfiante. Chiamarono questo aquilone "flexible wing". Rogallo originariamente inventò l'ala con l'idea di creare un velivolo abbastanza semplice ed economico da permetterne l'acquisto a molti. Rogallo fece volare l'ala come modello veleggiatore con piccoli carichi sospesi (come un deltaplano) e come aquilone.
L'ala Rogallo è uno dei profili alari più semplici mai creati. Un'ala con tale profilo può essere usata per trasportare carichi, dispositivi, sistemi pilotati, etc. Per i successivi sei anni, i Rogallo tentarono incessantemente di proporre la propria invenzione al Governo e all'industria militare. Diedero licenza anche a un costruttore del Connecticut per produrre e vendere un aquilone basato sulla loro invenzione. Quando la DuPont annunciò lo sviluppo del Mylar nel 1952, Rogallo immediatamente vide la superiorità del materiale disponibile per la sua invenzione, e il giocattolo da 5$ Flexikite divenne uno dei primi prodotti ad usare materiali plastici. I Rogallo girarono il nord-est del paese per promuovere il prodotto, con moderato successo.
Il 4 ottobre 1957 il satellite russo Sputnik iniziò a trasmettere dall'orbita ove venne spedito, e tutto cambiò. La corsa allo Spazio venne fatta propria dalla neonata NASA e Rogallo fu avvantaggiato. I Rogallo rilasciarono i loro brevetti al Governo e con l'aiuto della galleria del vento, la NASA iniziò una serie di esperimenti sul Parawing, (la NASA rinominò l'ala Rogallo in Parawing, i moderni piloti di volo a vela spesso usano dire ala flessibile Rogallo) fino a 200.000 piedi e fino alla velocità Mach 3 in ordine alla valutazione di un sistema di rientro per la capsula spaziale del Programma Gemini usando un razzo. Dal 1960 la NASA fece test con il Parawing motorizzato chiamato ‘flying Jeep’ o Fleep e con un ‘pendolare’ chiamato Paresev in configurazioni diverse di dimensioni e forme, con pilota e senza..
Nel 1964 si fermarono i progetti basati sul Parasev in favore di paracadute circolari. In tutto il mondo si diffuse la tecnologia del Paresev: Barry Hill Palmer nel 1961, Richard Miller, Thomas Purcell, e l'australiano Mike Burns furono i precursori dei moderni deltaplani.
Gertrude muore il 28 gennaio 2008. Membri del United States Hang Gliding and Paragliding Association, sono chiamati i ‘Rogallo members’. Decine di migliaia di persone hanno preso lezioni di deltaplano tipo Rogallo wing al Jockey's Ridge State Park, una enorme duna di sabbia a pochi chilometri da Kitty Hawk. Mr. Rogallo frequentemente volava negli anni '70-'80 da quella collina. Francis Rogallo muore il 1º settembre 2009, a Southern Shores, vicino Kitty Hawk, il luogo di nascita dell'aviazione.

## Brevetti
- Lateral Control of Aircraft US Pat. 2322745, filed: Dec 13, 1940.
- Flexible Kite US Pat. 2546078, filed Nov. 23, 1948. Co-inventori: Gertrude Sudgen Rogallo.
- Flexible Kite US Pat. 2751172, filed Nov 17, 1953. Co-inventori: Gertrude Sudgen Rogallo.
- Jet Aircraft Configuration US Pat. 2991961, filed May 6, 1959. Co-inventori: John M. Riebe and John G. Lowry.
- Target Kite US Pat. 3296617, filed Jan 23, 1963.
- Flexible Wing Vehicle Configurations US Pat. RE26380, filed April 29, 1963. E stessa data: US Pat. 3197158. Ed un altro registrato nella stessa data: US Pat. 3185412
- Control for Flexible Parawing US Pat. 3310261, filed Jan. 17, 1964.
- Aeroflexible Structures US Pat. 3443779, filed Nov 16, 1967.